# Елистратов, Владимир Алексеевич
Владимир Алексеевич Елистратов (род. 21 июня 1960, Челябинск, РСФСР, СССР) — российский политический деятель, был главой города Челябинска.

## Биография
Родился 21 июня 1960 года в городе Челябинске. Окончил Челябинский политехнический институт по специальности «Колёсные и гусеничные машины» (квалификация инженер-механик) в 1983 году. Также имеет высшее образование, которое получил в РАНХиГС при Президенте Российской Федерации по специальности «Финансы и кредит» (квалификация инженер-экономист).
В 1983 году начал трудовую деятельность в должности начальника цеха сборки тракторных прицепов.
В 1986 году — занял должность начальника совхоза Полевой, в 1987 — каменщик 6 разряда Октябрьского МПМК, затем начальник автоматноревольверного цеха Челябинского моторного завода.
С 1988 по 1992 год служил в органах внутренних дел УВД Челябинска.
В 1992 году — главный бухгалтер ТОО «Нечет», затем до 1994 года — начальник финансового отдела Фонда имущества города Челябинска.
С 1995 по 1997 гг. — главный бухгалтер ТОО «КОМФИ».
В 1997 году — главный специалист, начальник отдела Комитета по промышленности администрации Челябинской области. С ноября 1997 до декабря 1998 года — Заместитель председателя Комитета. Затем, до сентября 1999 года — Первый заместитель начальника управления по промышленности и взаимодействию с регионами Урала администрации Челябинской области.
С 1999 по 2003 год — Первый заместитель председателя Комитета по промышленности. Затем, до 2004 года — Первый заместитель начальника Главного управления промышленности и природных ресурсов Челябинской области.
С 2004 по 2010 год — Первый заместитель Министра промышленности и природных ресурсов Челябинской области.
С декабря 2013 года по май 2014 года — Первый заместитель генерального директора ЧТЗ — Уралтрак.
С 19 января 2015 года — Заместитель Главы Администрации города Челябинска по правовым и имущественным вопросам.
С октября 2015 года — Заместитель Главы города Челябинска по правовым и имущественным вопросам.
С 20 ноября 2018 года исполняющий обязанности главы города Челябинска, 26 февраля 2019 года избран депутатами городской думы на пост главы города. 24 июня 2019 года подал в отставку по собственному желанию, на его место была назначена временно исполняющая обязанности главы Наталья Котова.